# Ansgarda di Borgogna
Ansgarda di Borgogna (826 circa – 879 o 2 novembre 880/2) fu, come prima moglie di  Luigi o Ludovico il Balbo, regina d'Aquitania (867-879) e Regina (titolare) dei Franchi occidentali, dall'877 all'879.

## Origine
Era figlia del conte Arduino di Borgogna e di Wisemberga di cui non si conoscono gli ascendenti.

## Biografia
Secondo gli Annales Bertiniani, nel marzo dell'862, all'età di circa 36 anni, Ansgarda sposò segretamente l'erede al trono di Francia, che di anni ne aveva 16, il principe Luigi il Balbo, contro il volere del re Carlo il Calvo.
Secondo Rosamond McKitterick, nel suo The Frankish Kingdoms under the Carolingians, 751-987 (1983), in quello stesso anno (862), Luigi aveva capeggiato una ribellione, appoggiata dai Rorgonidi del Maine, contro il padre, Carlo il Calvo che dopo aver vinto revocò a Rorgone II l'amministrazione del ducato del Maine in favore di Roberto il Forte, mentre Luigi fu perdonato e ricevette la contea di Meaux.
Comunque il re, negli anni a seguire, si adoperò affinché il matrimonio fosse annullato, ma non ci riuscì; però Luigi il Balbo, nell'875, per volere del padre, ma con la disapprovazione di papa Giovanni VIII, divorziò da Ansgarda, che venne ripudiata e allontanata da corte e nello stesso anno (febbraio 875) Carlo riuscì a fare sposare Luigi con la sua prescelta, Adelaide del Friuli, che però, a Troyes, il 7 settembre 878, papa Giovanni VIII rifiutò di incoronarla regina.
Quando nell'879, Luigi il Balbo morì, mentre stava preparando una spedizione contro il conte di Poitiers Ranulfo II e quello del Maine, Ragenoldo, Ansgarda lavorò per la successione sul trono dei suoi figli maschi: Luigi e Carlomanno. Spinse l'arcivescovo di Reims a rivedere il suo divorzio, anche se la nuova regina era incinta e poi mise al mondo un erede maschio Carlo il Semplice.
Ansgarda e i suoi figli accusarono Adelaide di adulterio e prima della fine dell'879 Luigi III e Carlomanno II salirono congiuntamante sui troni di Francia e di Aquitania; ambedue moriranno, giovani e senza eredi, per una caduta da cavallo, poco dopo la loro madre che dai necrologi della cattedrale di Reims risulta morta nel mese di novembre dell'anno, 880 oppure 882.
Si ritiene che Ansgarda possa essersi trasferita in Piemonte, a Settimo Vittone, dal fratello Anscario. Qui trovò la morte nel 889.

## Figli
Ansgarda diede a Luigi 5 figli:
- Luigi III (863-882)[9], re dei Franchi occidentali, morì per una caduta da cavallo.
- Gisella (?-884), sposò il conte di Troyes, Roberto, morto in battaglia nel febbraio 886.
- Carlomanno II (867-884)[9], re dei Franchi occidentali, morì per una caduta da cavallo.
- Hildegarda (?-dopo l'896)[9]
- Ermentrude, nata nell'875, madre di Cunigonda (moglie di Vigerico di Bidgau)[9]. .

### Fonti primarie
- (LA) Monumenta Germanica Historica, tomus IX. URL consultato il 2 marzo 2020 (archiviato dall'url originale l'11 marzo 2016)..
- (LA) Monumenta Germanica Historica, tomus I. URL consultato il 2 marzo 2020 (archiviato dall'url originale il 27 agosto 2011)..
- (LA) Annales Bertiniani..

### Letteratura storiografica
- René Poupardin, I regni carolingi (840-918), in «Storia del mondo medievale», vol. II, 1979, pp. 583–635